# Vetmot
De vetmot (Aglossa pinguinalis) is een nachtvlinder uit de familie Pyralidae, de snuitmotten. De spanwijdte van de vlinder bedraagt tussen de 30 en 40 millimeter. De wijfjes zijn aanzienlijk groter en donkerder gekleurd dan de mannetjes. De soort is vooral te vinden in schuren, stallen, hooibergen en dergelijke.

## Rups
De rups van de vetmot leeft van dood plantaardig materiaal dat aan het vergaan is. Hij overwintert vaak twee jaar.

## Voorkomen in Nederland en België
De vetmot is in Nederland en in België een vrij algemene soort. De soort kent één generatie, die vliegt van eind juni tot in september.